# Luz María Velázquez Sánchez
Luz María Velázquez Sánchez también conocida como Lumi Velázquez (Morelia, 17 de marzo de 1967 - Monterrey, 4 de noviembre de 2023) es economista, investigadora, empresarias y profesor mexicana que se enfoca al desarrollo profesional y los derechos de las mujeres, el acceso al poder, el balance de la vida personal, familiar y laboral, la responsabilidad social y la economía. Es creadora y fundadora del Premio Mujer TEC, reconocimiento que otorga el Tecnológico de Monterrey a mujeres que hacen historia visibilizar el talento, liderazgo y aportaciones de mujeres, impactando y reconociendo a mujeres desde diversos ámbitos.

## Trayectoria
Estudió licenciatura en economía en 1990,  MBA especialidad en Marketing en 1992  y maestría en ciencias de la comunicación; especialidad en ética en 1997 por el Tec de Monterrey y cuenta con doctorado en ciencias económicas y empresariales en la Universidad de Deusto, España en 2002.
Fundó el Premio Mujer TEC en 2013, que hasta marzo de 2023  ha reconocido a 220 mujeres.  
Se ha dedicado a diseñar talleres, planes de igualdad de género  y programas para impulsar a las mujeres, desde el ámbito profesional y personal, por más de 3 décadas.   
Trabaja para el Tecnológico de Monterrey, campus Monterrey como  profesora asociada del Departamento de estudios humanísticos y líder de proyectos de desarrollo de Mujeres y de programas de equidad de género.
Es líder del programa Zona Shero  para fortalecer el avance y desarrollo de las emprendedoras desde el Instituto de Emprendimiento Eugenio Garza Lagüera.
Es cofundadora de la consultoría All Women Coo, desde 2019, donde asesoran a empresas e instituciones en innovación con perspectiva de género.
En 2022 se promueve a través de la colecta de firmas change.org que el Premio Mujer Tec tome su nombre.  En la ceremonia 2023 se confirma que se incluirá una categoría al Premio Mujer TEC llamada Pionera Lumi Velázquez.

## Premios y Reconocimientos
- (2016) Premio Investigación en las Disciplinas Financiero-Administrativas Arturo Díaz Alonso[7]
- (2014) Premio MujerTec[2]
- (2011) Premio a la Mujer Trabajadora. Secretaría del Trabajo. Nuevo León. México[6]
- (2008) Mención cum laude. Universidad de Deusto. España[1]

## Publicaciones
- (2022) Networking para mujeres: El arte de hacer relaciones profesionales y de negocios. Amazon.[3]
- (2019) The Time is Now: Feminist Leadership for a New Era” by Global Network of UNESCO Chairs on Gender. UNESCO. (coautora)[6]
- (2015) Emprendimiento Femenino en Iberoamérica. RedEmprendia (coautora)[1]
- (2013) Carrera y Desarrollo Profesional de la Mujer. Amazon. (autora)[6]
- (2007)Liderazgo en la Labor Docente. Editorial Trillas. (coautora)[1]
- (2008) Desarrollo Profesional de las Mujeres y Políticas de Conciliación caso Agencias de Publicidad Asociadas. Tesis Doctoral. Universidad de Deusto. España[7]